# (2159) Kukkamäki
(2159) Kukkamäki est un astéroïde de la ceinture principale.

## Description
(2159) Kukkamäki est un astéroïde de la ceinture principale. Il fut découvert le 16 octobre 1941 à Turku par Liisi Oterma. Il présente une orbite caractérisée par un demi-grand axe de 2,48 UA, une excentricité de 0,04 et une inclinaison de 3,3° par rapport à l'écliptique.

## Nom
(2159) Kukkamäki porte le nom de Tauno Johannes Kukkamäki (en) (1909 – 1997), géodésien finlandais célèbre pour ses travaux sur la réfraction de nivellement (levelling refraction (en)). La citation de nommage, rédigée de son vivant, est la suivante  :

« Nommé en l'honneur de T.J. Kukkamäki à l'occasion de son 70e anniversaire, le 11 octobre 1979. Disciple distingué de Yrjö Väisälä, ce géodésiste de premier plan a été directeur de l'Institut géodésique finlandais. C'est un membre actif de plusieurs organisations scientifiques internationales et il est aussi président de l'association internationale de géodésie depuis 1975. »

— Minor Planet Circular 5014

## Compléments